# Karate ai Giochi mondiali 2022
Le competizioni di karate ai Giochi mondiali 2022 si sono svolte l'8 e 9 luglio 2022 al Birmingham Southern College di Birmingham in Alabama, negli Stati Uniti d'America. L'evento era originariamente stato calendarizzato nel luglio 2021, ma i Giochi mondiali sono stati riprogrammati per l'anno successivo a seguito del rinvio dei Giochi olimpici estivi di Tokyo 2020, dovuto all'insorgere dell'emergenza sanitaria causata dalla pandemia di COVID-19.

## Podi

### Uomini
| Specialità               | Oro                        | Argento                       | Bronzo                         |
| Kata (dettagli)          | Kazumasa Moto Giappone     | Damián Quintero Spagna        | Gakuji Tozaki Stati Uniti      |
| Kumite 60 kg (dettagli)  | Ayoub Anis Helassa Algeria | Douglas Brose Brasile         | Angelo Crescenzo Italia        |
| Kumite 67 kg (dettagli)  | Vinícius Figueira Brasile  | Yves Martial Tadissi Ungheria | Dionysios Xenos Grecia         |
| Kumite 75 kg (dettagli)  | Abdalla Abdelaziz Egitto   | Stanislav Horuna Ucraina      | Dastonbek Otabolaev Uzbekistan |
| Kumite 84 kg (dettagli)  | Youssef Badawy Egitto      | Nabil Ech-chaabi Marocco      | Kamran Madani Stati Uniti      |
| Kumite +84 kg (dettagli) | Babacar Seck Spagna        | Anđelo Kvesić Croazia         | Taha Tarek Egitto              |

### Donne
| Specialità               | Oro                         | Argento                    | Bronzo                        |
| Kata (dettagli)          | Sandra Sánchez Spagna       | Hikaru Ono Giappone        | Grace Lau Hong Kong           |
| Kumite 50 kg (dettagli)  | Junna Tsukii Filippine      | Yorgelis Salazar Venezuela | Miho Miyahara Giappone        |
| Kumite 55 kg (dettagli)  | Anželika Terljuha Ucraina   | Ahlam Youssef Egitto       | Trinity Allen Stati Uniti     |
| Kumite 61 kg (dettagli)  | Anita Serogina Ucraina      | Alexandra Grande Perù      | Ingrida Suchánková Slovacchia |
| Kumite 68 kg (dettagli)  | Silvia Semeraro Italia      | Alisa Buchinger Austria    | Alizée Agier Francia          |
| Kumite +68 kg (dettagli) | Sofya Berultseva Kazakistan | María Torres Spagna        | Chehinez Jemi Tunisia         |

## Medagliere
| Posiz. | Nazione     | Oro | Argento | Bronzo | Totale |
| ------ | ----------- | --- | ------- | ------ | ------ |
| 1      | Spagna      | 2   | 2       | 0      | 4      |
| 2      | Egitto      | 2   | 1       | 1      | 4      |
| 3      | Ucraina     | 2   | 1       | 0      | 3      |
| 4      | Giappone    | 1   | 1       | 1      | 3      |
| 5      | Brasile     | 1   | 1       | 0      | 2      |
| 6      | Italia      | 1   | 0       | 1      | 2      |
| 7      | Algeria     | 1   | 0       | 0      | 1      |
| 7      | Kazakistan  | 1   | 0       | 0      | 1      |
| 7      | Filippine   | 1   | 0       | 0      | 1      |
| 10     | Austria     | 0   | 1       | 0      | 1      |
| 10     | Croazia     | 0   | 1       | 0      | 1      |
| 10     | Ungheria    | 0   | 1       | 0      | 1      |
| 10     | Marocco     | 0   | 1       | 0      | 1      |
| 10     | Perù        | 0   | 1       | 0      | 1      |
| 10     | Venezuela   | 0   | 1       | 0      | 1      |
| 16     | Stati Uniti | 0   | 0       | 3      | 3      |
| 17     | Francia     | 0   | 0       | 1      | 1      |
| 17     | Grecia      | 0   | 0       | 1      | 1      |
| 17     | Hong Kong   | 0   | 0       | 1      | 1      |
| 17     | Uzbekistan  | 0   | 0       | 1      | 1      |
| 17     | Slovacchia  | 0   | 0       | 1      | 1      |
| 17     | Tunisia     | 0   | 0       | 1      | 1      |
| Totale | Totale      | 12  | 12      | 12     | 36     |